# Csontos Márta
Csontos Márta (Győr, 1951. október 11. –) magyar író, költő, műfordító, irodalomtörténész.

## Életpályája
Diplomáját a JATE magyar-angol szakán szerezte. Szakdolgozata a szegedi egyetem Acta Iuvenum című folyóiratában jelent meg (Petőfi Sándor romantikus iróniája). Egyetemi évei alatt tudományos diákkörben dolgozott, rendszeresen publikált egyetemi lapokban. A Helikon című világirodalmi folyóiratban szépirodalmi műveket recenzált. 
2012 és 2015 között a Pázmány Péter Katolikus Egyetem Irodalomtudományi Doktoriskolájába járt, 2015-ben abszolvált. 2019-ben PhD-fokozatot szerzett irodalomtudományból summa cum laude minősítéssel. A dolgozat címe: Transzcendencia és küldetéstudat mint identitásképző eszmények Reményik Sándor költészetében. A tanulmány NKA-támogatással 2020-ban jelent meg.
1975-ben jelent meg először írása. Petőfi-tanulmánya a költő verseiben megjelenő romantikus iróniával foglalkozik. Az 1980-as években természettudományos és pedagógiai cikkeket is közölt. Versei, recenziói, tanulmányai az elmúlt évek során mértékadó lapokban jelennek meg. (Hitel, Bárka, Magyar Napló, Agria, Helikon, Várad, Prae, Dunatükör, Vár, Vár Ucca Műhely, Erdélyi Toll, Műhely, Parnasszus, Ezredvég, Nyugatplusz, Együtt, Tiszatáj, Napút, Irodalmi Jelen, Zempléni Múzsa).
Időszakosan a Magyar Nemzet Lugas c. mellékletében is jelennek meg recenziói. 
Rendszeresen részt vesz könyvbemutatókon, nemcsak szerzőként, hanem irodalmi rendezvények szervezésében is tevékenykedik.
2022 januárjától a Magyar Múzsa folyóirat olvasószerkesztője., az Erdélyi Toll munkatársa.

## Művei
- Az Édenből az időtlenség. Versek; Accordia, Budapest, 2006
- Látomás pora (versek, Accordia, 2007)
- Konok tündöklés( versek, Accordia, 2007
- Egografia I,365 aforizma (Littera Nova, 2008)
- Egografia II, 365 aforizma (Littera Nova, 2008)
- Sándor Czike, The Burial Shrouds of Christ (műfordítás, Accordia, 2008)
- Csillagparázs (versek, Wditiion Nova, 2010)
- A kék lovagtorony. Verses színmű; dramatizálta Balázs Tibor; Littera Nova, Budapest, 2009 (Új versek)
- Aforizma-párbaj (szerzőtárs Balázs Tibor, Littera Nova, 2009, 2010)
- A meggyújtott olajág (versek, Littera Nova, 2010)
- Szerzők, múzsák szenvedélyek (esszé, Accordia-Littera Nova, 2011)
- Egografia III. aforizmák (Littera Nova, 2012)
- A Sehol szélén (versek, Littera Nova, 2014)
- Zónahatárok (versek, Littera Nova, 2016)
- Látószögek (versek, Kráter Kiadó, 2018)
- "Zászló a szélben", transzcendencia és küldetéstudat Reményik Sándor költészetében (Hungarovox, 2020)
- Carpe diem-kísérletek; Napkút, Budapest, 2021
- Futómadártávlat. Versek; Hungarovox, Budapest, 2023
- Intézményesített lélek. Versek; Cédrus Művészeti Alapítvány, Budapest, 2024

## Munkássága
Írásait önálló kötetein kívül különböző antológiák is közölték (Szegedtől Szegedig Antológia, Bába és Társa Kiadó, Szegedi Horizont, Itt maradni…, Arcok és Énekek, a Rím Kiadó verses antológiái). Versei angol nyelven több alkalommal jelentek meg a Magyar Versek Kertjében című kétnyelvű antológiában.
Rendszeresen közöl recenziókat papíralapú lapokban és online felületeken egyaránt (ÚjNautilus, Szövet, Könyvkultúra Magazin). Folyamatosan ír kritikákat a Cédrus Művészeti Alapítvány köteteiről.

### Online publikációi
- Petőfi romantikus iróniája (1975)
- ...amikor a szavak más utakon járnak. Gondolatok egy műfordításkötet margójára (Irodalmi Jelen, 2024 aug.)[1]
- Egy magánmoralista küzdelmes életútja. Saád Katalin: Sár és ragyogás (Könyvkultúra, 2024. nov.)[2]
- Leltár… kipipálva (versek; Napútonline, 2024. nov.)
- Minikompozíciókkal a teljesség felé. Reflexiók Németh István Péter új haikukötetére (Szövegirodalom, 2024 dec.)[3]
- Látogatás a tiszta szavak veteményeskertjében. Lajtos Nóra: Égbe szaggatott pogácsák (Alföld Online, 2024. dec.)[4]
- Egy lélekgyógyász létélményeinek kincsesházában. Hoppál-Kovács Edit: Ha láthatnál repülni c. regényéről (ÚjNautilus, 2024. dec.)[5]
- A fenyő-motívum Reményik Sándor költészetében (Napútonline, 2024. dec.)

## Kritikai visszhang
"A meggyújtott olajág minden verscíme jelzi, hogy az ott versben megszólaló vagy megidézett hang női szubjektumot feltételez, aki mereng, gondolkodik, összegez, értelmez, valamilyen módon mindig önmagát keresi. (...) Csontos Márta kötete egyedülálló a kortárs irodalomban, amennyiben női szerzőként női hagyományra épít, női elődöket szólít meg, hív segítségül, s ami talán a legfontosabb: a női olvasó számára igen fontos kérdéseket feszeget. Az identitását kereső, kergető, önmagát szétszóró majd (remélhetőleg) éppen a feloldódásban meglelő szubjektum könyve ez, szikár mondataival, filozofikus metaforáival, egy világon átívelő, archetipikus női figuráival." (Kusper Judit, 2012)
"Csontos Márta a maga szerény és szelíd módján harcos egyéniség, ahogyan vannak tüskét növesztő virágok. Szembeszáll az ártalommal, a hatalomra törő gonosszal, a közveszélyes önjelöltekkel. (...) Ott látom igazán otthonosnak a költőt, ahol föl sem kísértenek azok a rémségek, amelyektől félni kell. Ott, ahol az ember saját kedve szerint rendezheti be a létet – a saját létét is, az egyetemest is. (...) Kiolvasható már ennyiből is, hogy a hinni vagy nem hinni kérdése már megoldódott a szerző számára. Újszerű jelenségnek érzem, hogy észjárása és érzésvilága megelőzi gondolkodásának tárgyát: „nem tudsz mit kezdeni erős hiteddel” – íme, azon ritka költők közé tartozik, akik erősen hisznek ugyan, de hitük tárgyát nem ismerik. Mély meggyőződésük tisztán érzelmi döntés eredménye, nem intellektuális eredetű. Nincs köze mérlegeléshez, külső befolyáshoz, különféle szellemi áramlatokhoz, legföljebb a rokon lelkekhez. Olyan öntörvényű bölcselőkhöz, mint Pascal, Pilinszky vagy Hamvas Béla." (Alföldy Jenő, 2020)
"Mélyek ezek a tónusok csontos Márta verseiben. A fájdalom ott árnyékolódik minden fényességben, minden villanásban, mely ezt a világot növényi erezettel fonja be. A kötet címe mutat egyfajta ellentmondást, a Carpe Diem nála nem a „percemberek” időérzéke. Az idő az ő mértékében más értéket kap: súlya, nehezéke lesz, mint a köveknek, mint a kemény sorsú embereknek. Az idő nála: időtartam. Kísérlet, az ő szavával élve. Benne lenni a pillanatban. (...) Akár fájdalomtól fájdalomig is. (...) Fontos, hogy csontos Márta nem írja túl közérzete megjelenítéseit, nem merül el kesergésben, öreges panaszokban. Tárgyilagossága mégis mélyen emberi és mélységesen a szerves világba oltott." (Finta Éva, 2021)
"Csontos Márta egy pusztulóban lévő létfilozófia alapjait próbálja összerendezni az élet nagy játszóterén. Verseiben a hétköznapok stációit járja végig – követve a végtelenben otthont kereső pillanatot, a férgessé vált időt, a jelenbe zsúfolt hiányt, a magunkra találást, a feltételes mód szabadságát, a mindennapjainkat körülvevő digitális őrületet, a médiauralom bomlasztó hatásait. (...) Azon alkotók közé tartozik, akik még üzenni próbálnak ennek a múltjából kivetkőztetett, gyökereit vesztett világnak – remélve, hogy nem üres lapon kucorognak majd a szavai." (Oláh András, 2023)
"Igen impulzív hangnemet megpendítő versfolyamok ezek, szinte alig ismerünk rá erre a hangjára: egyszerre a világ történéseit megérteni akaró, de ugyanakkor követelőző költői én szólal meg verseiben, mert ahogyan azt Háborús körkép című versében megfogalmazza: „a térképről megszökött a béke”. A ciklusba rostált versek néhol a létösszegzés igényével szólalnak meg: igazi szubjektív líra ez, amelybe belefér az önmegszólítás gesztusa mellett a szakrális szféra feltűnése is." (Lajtos Nóra, 2024)
"A kötet problémafókuszú, elgondolkodtató és megtorpantó, látjuk a berzsenyis-adys ostorozó hang hagyományának felvillanását. (...) A világtapasztalások ironikus-keserű, komor hangnemben ábrázolódnak, ennek kontextusába helyeződik bele az önironikus-szomorkás, olykor a fájdalom határáig eljutó lírai alany, aki következetesen, valamifajta távolságtartásból értelmezi a környezet, a társadalom és saját személyes szférájának történeteit is." (Fabulya Andrea, 2024)

## Szervezeti tagságai
- Szegedi Írótársaság (elnökségi tag, 2014 óta)
- Erdélyi Magyar Írók Ligája
- Magyar Írószövetség
- Magyar Pen Club (2023–)
- Magyar Újságírók Közössége (2021–)
- Vörösmarty Társaság

## Díjak
- Múzsa Irodalmi díj I. hely – Boldog Jövőnkért Alapítvány, 2006
- Irodalmi Rádió különdíj – Miskolc, 2007
- Országos Költői Verseny – I. hely Csongrád, 2007
- Tollinga művészeti seregszemle I. és II. díj – versekkel, 2008
- Tollinga művészeti seregszemle I. díj – aforizmákkal, 2009